# Chiquititas (1999)
Chiquititas 1999 é a continuação da telenovela juvenil Argentina "Chiquititas" criada por Cris Morena. Conta uma história diferente das anteriores. Em seu primeiro capítulo, alcançou 17,4 pontos de rating.

## Historia
Candela Maza é uma menina de 15 anos, que, junto com seus irmãos (Hosanna e Facundo Maza), ficou órfão de ambos os pais, há alguns meses, depois de muito diálogo, o juiz decidiu que a melhor coisa para as crianças era deixar a viver com seu tio, Juan Maza, um viúvo rico empresário argentino com sete filhos, com idades entre 6 e 17 anos de idade. Apesar da oposição de Candela, para o bem de seus irmãos foram enviados para viver com seu tio e primos, Candela início não acolheu a ideia de movimento, mas, eventualmente, se acostuma.
Junto com esta história, um grupo de crianças de rua à procura de um lugar para passar a noite, porque a chuva pesada é iminente; andando e caminhando dentro de um celeiro de propriedade de um senhor muito simpático que os recebem com amor, este homem é chamado Joaquín Maza, e curiosamente, o celeiro está localizado ao lado de onde você veio Candela. A partir deste momento, as suas histórias se entrelaçam, e ainda mais quando Juan traz para casa para sua namorada cruel Pia Acevedo Pacheco, que arrasta sua filha mimada Natalia e sua babá Elsa.
Enquanto todo mundo nessa história estão acostumados a viver juntos, vêm à tona muitas verdades, doloroso ou não, e também começam a se formar grandes amizades. Isto é acentuado com a chegada de mais meninos para o celeiro, e com o aparecimento de Ana, a vida de uma mulher muito amorosa e inocente miserável Juan recebe celeiro crianças ao fazê-la (não intencionalmente) mas em última análise, juntamente com Candela, acabam sendo a bênção da casa.

## Elenco
- Ana Pizarro: Grecia Colmenares (Carol)
- Candela Maza: Marcela Kloosterboer (Estrela)
- Mariano Maza: Mariano Bertolini (Rodrigo)
- Juan Maza: Darío Grandinetti (Rian)
- Inés Maza: Agustina Dantiacq (Inês)
- Javier Maza: Guillermo Santa Cruz (Alvaro)
- Felipe Mejía: Felipe Colombo (Yuri)
- Camila: Camila Bordonaba (Fran)
- Luisana Maza: Luisana Lopilato (Hannelore)
- Bautista: Benjamín Rojas (Zeca)
- Cristhián Maza: Cristhián Belgrano (Ruivo)
- Tiago: Santiago Stieben (Neco)
- María: Nadia Di Cello (Bruna)
- Sebastián: Sebastián Francini (Fabricio)
- Hernán: Hernán Cajaraville
- Toia: Bárbara Campanella (Lúcia)
- Facundo Maza: Facundo Caccia (Mauricio)
- Hosana Maza: Hosana Rincón
- Juanita Maza: Milagros Flores
- Agustín Maza: Agustín Sierra (Lucas/Mateus)
- Tali: Natalia Melcon (Talita)
- Diego: Diego Lazzarin (Diego)
- Pía Pacheco Asevedo: Millie Stegman (Cora)
- Elsa Martu: Lidia Catalano (Iaia)
- Joaquín Maza: Ricardo Lavié(Tunico)

## Participações especiais
- Federico Barón
- Debora Cuenca
- Osvaldo Sabatini
- Mónica Gonzaga (Capítulo 30)
- Christian Sancho (Capítulos 30, 31 y 35)
- Esteban Coletti (Capítulo 35 y 39)